# Ostromislensky-Prozess
Der  Ostromislensky-Prozess oder auch  Ostromislensky-Reaktion  ist eine Namensreaktion der organischen Chemie, die auf den russisch-US-amerikanischer Chemiker Ivan Ostromislensky (1880–1939) zurückgeht. Die Reaktion wurde erstmals 1915 veröffentlicht. Es handelt sich um eine zweistufige Synthese zur Gewinnung von 1,3-Butadien und Acetaldehyd aus Ethanol.

## Übersichtsreaktion
Der Ostromislensky-Prozess synthetisiert aus zwei Äquivalenten Ethanol das Produkt 1,3-Butadien.

## Reaktionsmechanismus
Ein möglicher Reaktionsmechanismus für den Ostromislensky-Prozess wird von Zerong Wang wie folgt beschrieben:
Das Ethanol wird zu einem Acetaldehyd oxidiert.  Acetaldehyd reagiert mit seinem Enol (Hydroxyethen) durch  Wasserabspaltung im Sinne einer Aldol-Kondensation zu Crotonaldehyd. Durch die Einwirkung katalytischer Mengen Tantal(V)-oxid (Ta2O5) und von Ethanol entstehen unter Abspaltung von Acetaldehyd und Wasser über die Zwischenstufe eines Allylalkohols schließlich  1,3-Butadien.

## Anwendung
Der Ostromislensky-Prozess ist ein wichtiger industrieller Prozess um 1,3-Butadien für die Herstellung von Synthesekautschuk zu synthetisieren.